# Connor Lade
Connor Lade est un joueur américain de soccer né le 16 novembre 1989 à Morristown dans le New Jersey. Il joue au poste de latéral gauche avec les Red Bulls de New York en MLS pendant toute sa carrière.

## Biographie
Le 5 décembre 2011, Lade signe un contrat de Home Grown Player de la MLS avec son club formateur, les Red Bulls de New York.
Le 23 octobre, il annonce mettre un terme à sa carrière professionnelle après douze ans dans l'organisation des Red Bulls de New York.

## Palmarès
- Red Bulls de New York
  - Vainqueur du MLS Supporters' Shield en 2013, 2015 et 2018